# Xialaoba (ort i Kina, Xinjiang Uygur Zizhiqu, lat 43,81, long 91,64)
Xialaoba (kinesiska: 下涝坝乡) är en ort i Kina. Den ligger i den autonoma regionen Xinjiang, i den nordvästra delen av landet, omkring 330 kilometer öster om regionhuvudstaden Ürümqi. Antalet invånare är 4 335. Befolkningen består av 2 158 kvinnor och 2 177 män. Barn under 15 år utgör 27,0 %, vuxna 15-64 år 68 %, och äldre över 65 år 3,0 %.
Runt Xialaoba är det mycket glesbefolkat, med 3 invånare per kvadratkilometer. Det finns inga andra samhällen i närheten. Trakten runt Xialaoba är ofruktbar med lite eller ingen växtlighet.
Genomsnittlig årsnederbörd är 101 millimeter. Den regnigaste månaden är juli, med i genomsnitt 22 mm nederbörd, och den torraste är januari, med 3 mm nederbörd.